# Högbergsmossens naturreservat
Högbergsmossens naturreservat är ett naturreservat i Östhammars kommun i Uppsala län.
Området är naturskyddat sedan 2005 och är 98 hektar stort. Reservatet består i väster av blandad lövskog med ek och hassel, och slåttervllar, i öster av barrskog och sumpiga områden.